# Schwarzäugige Rudbeckie
Die Schwarzäugige Rudbeckie (Rudbeckia hirta), auch Rauer Sonnenhut genannt, ist eine Pflanzenart innerhalb der Gattung der Rudbeckien (Rudbeckia) in der Familie der Korbblütengewächse (Asteraceae).

## Beschreibung

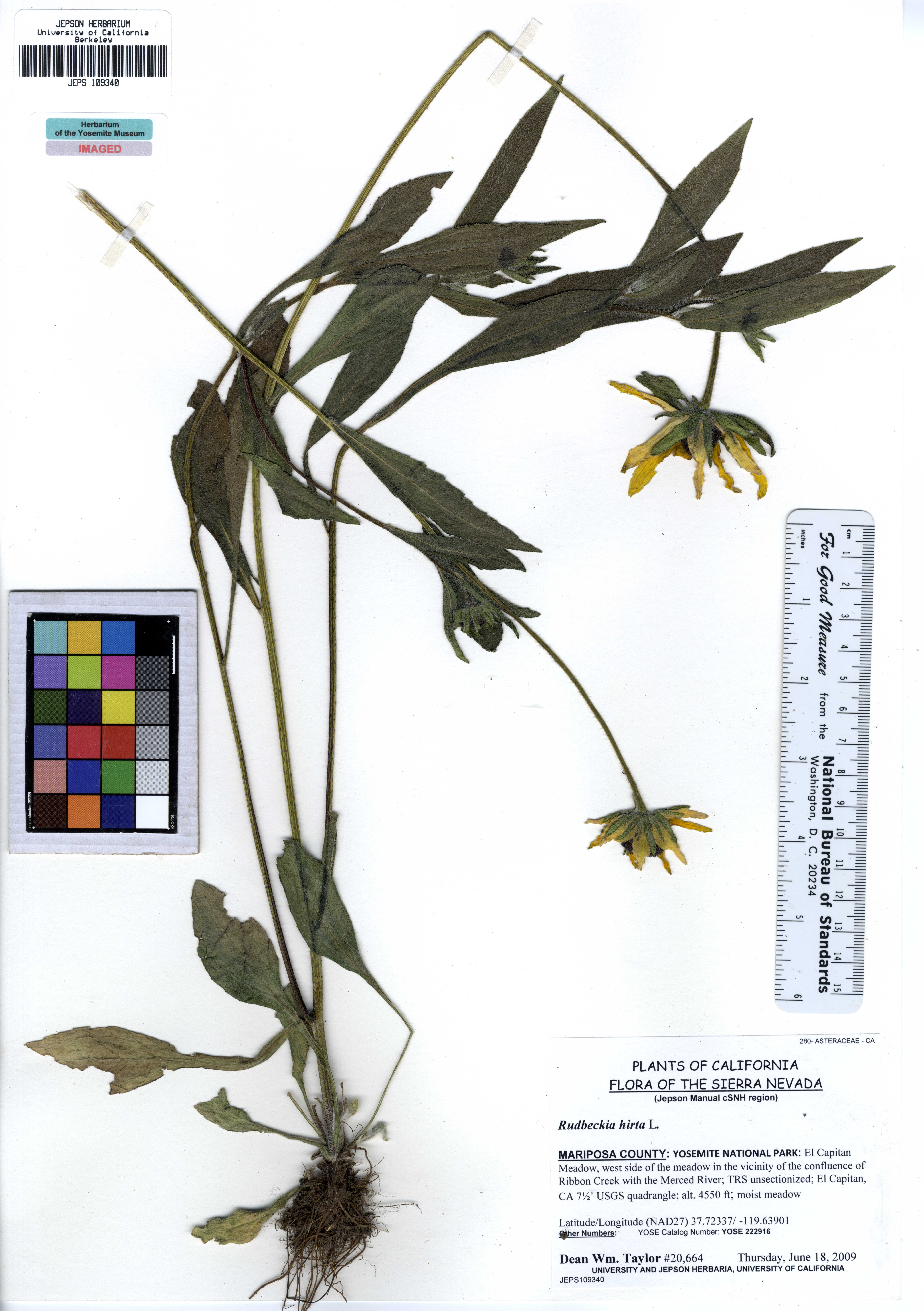
Herbarbeleg

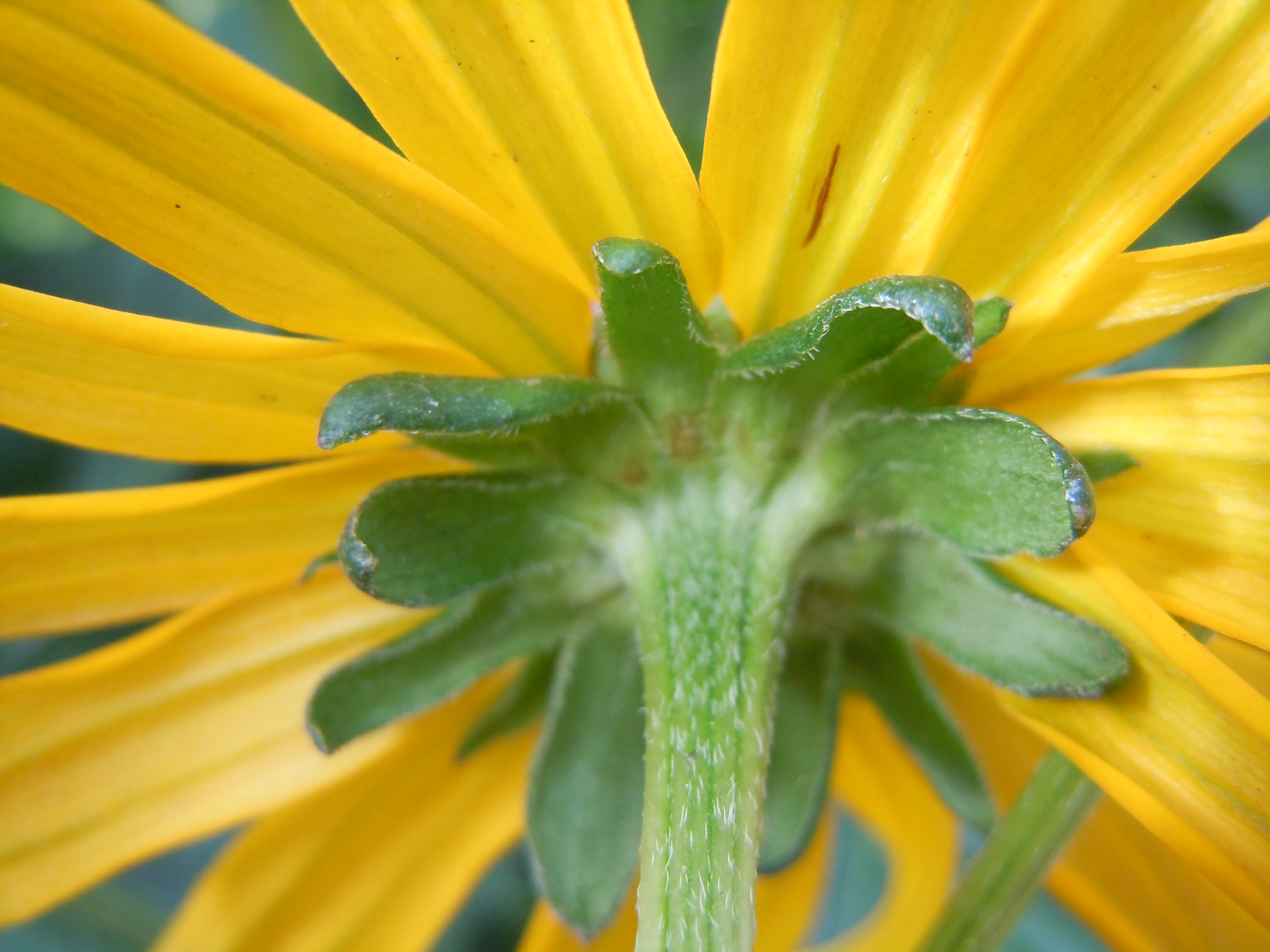
Blütenkorb von unten mit Hüllblättern im Detail

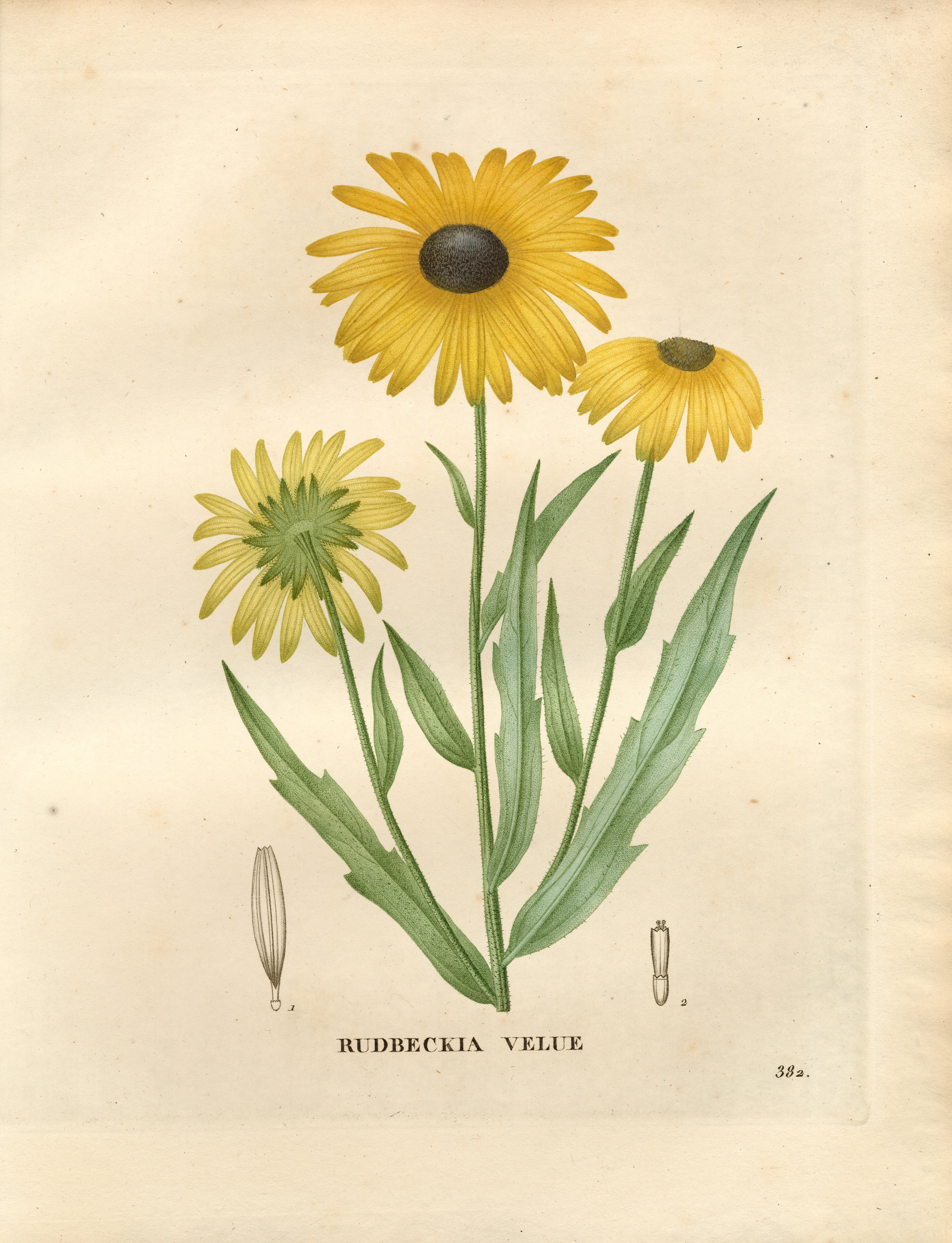
Illustration

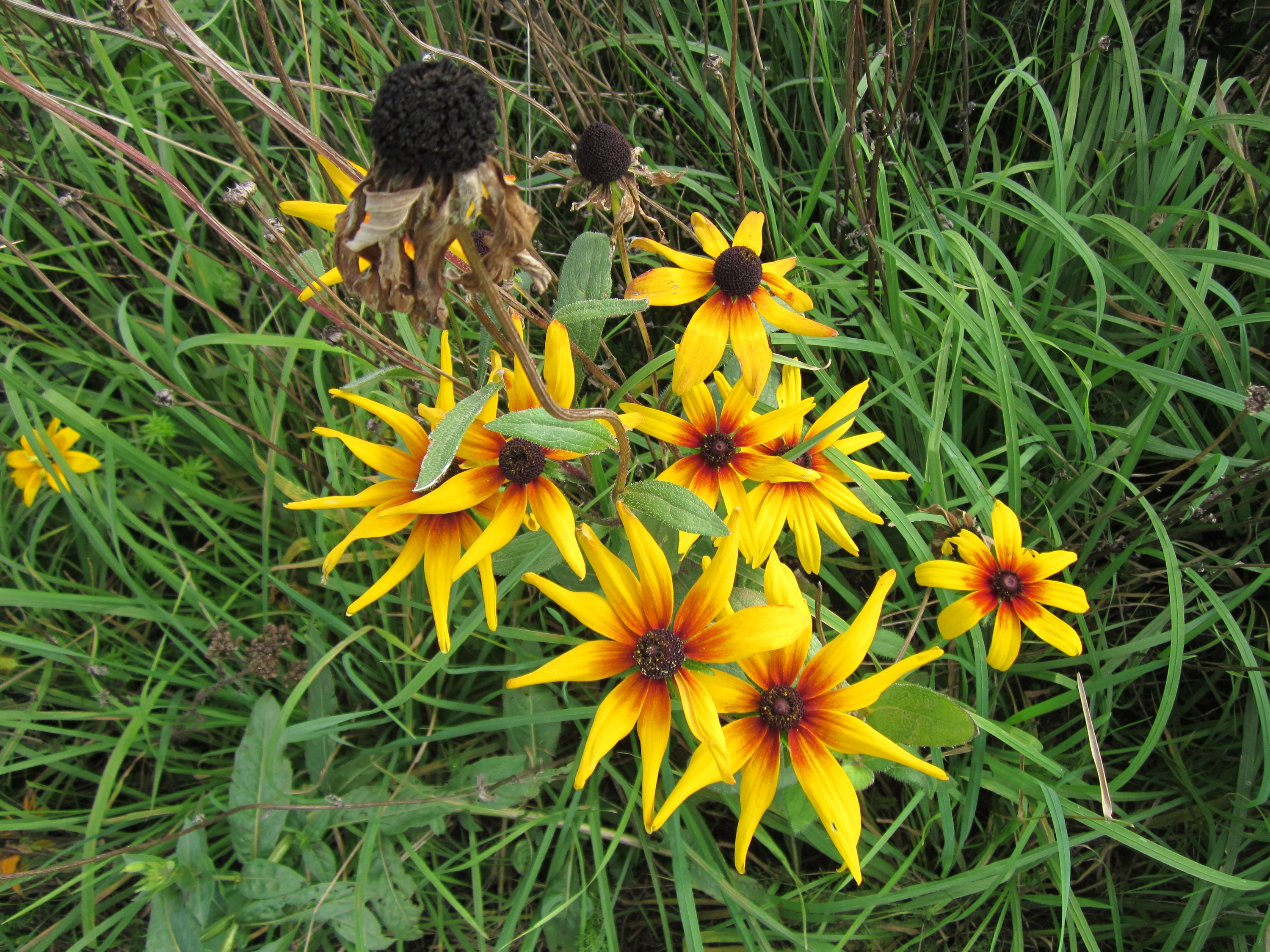
Blütenkörbe von oben

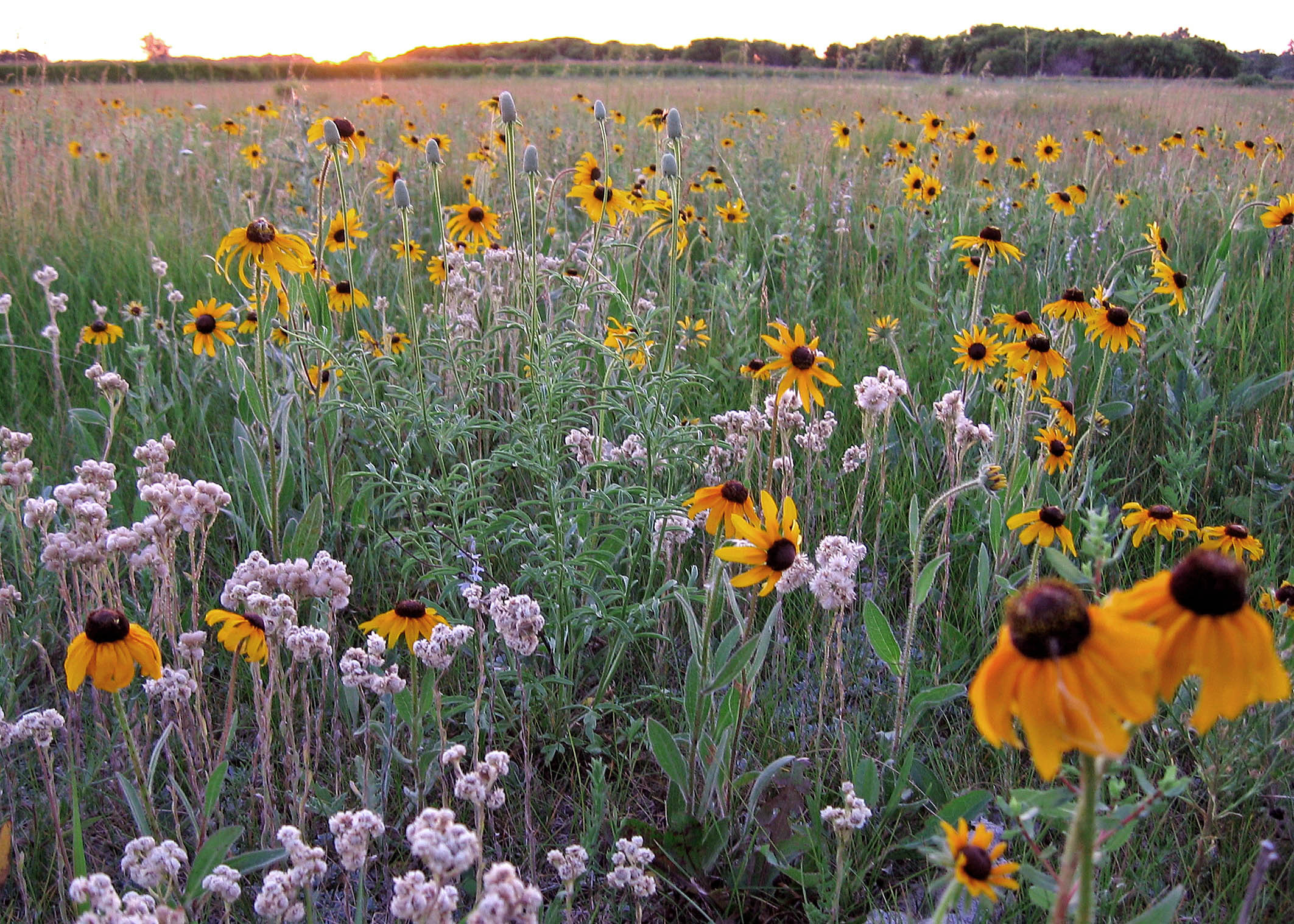
Habitat

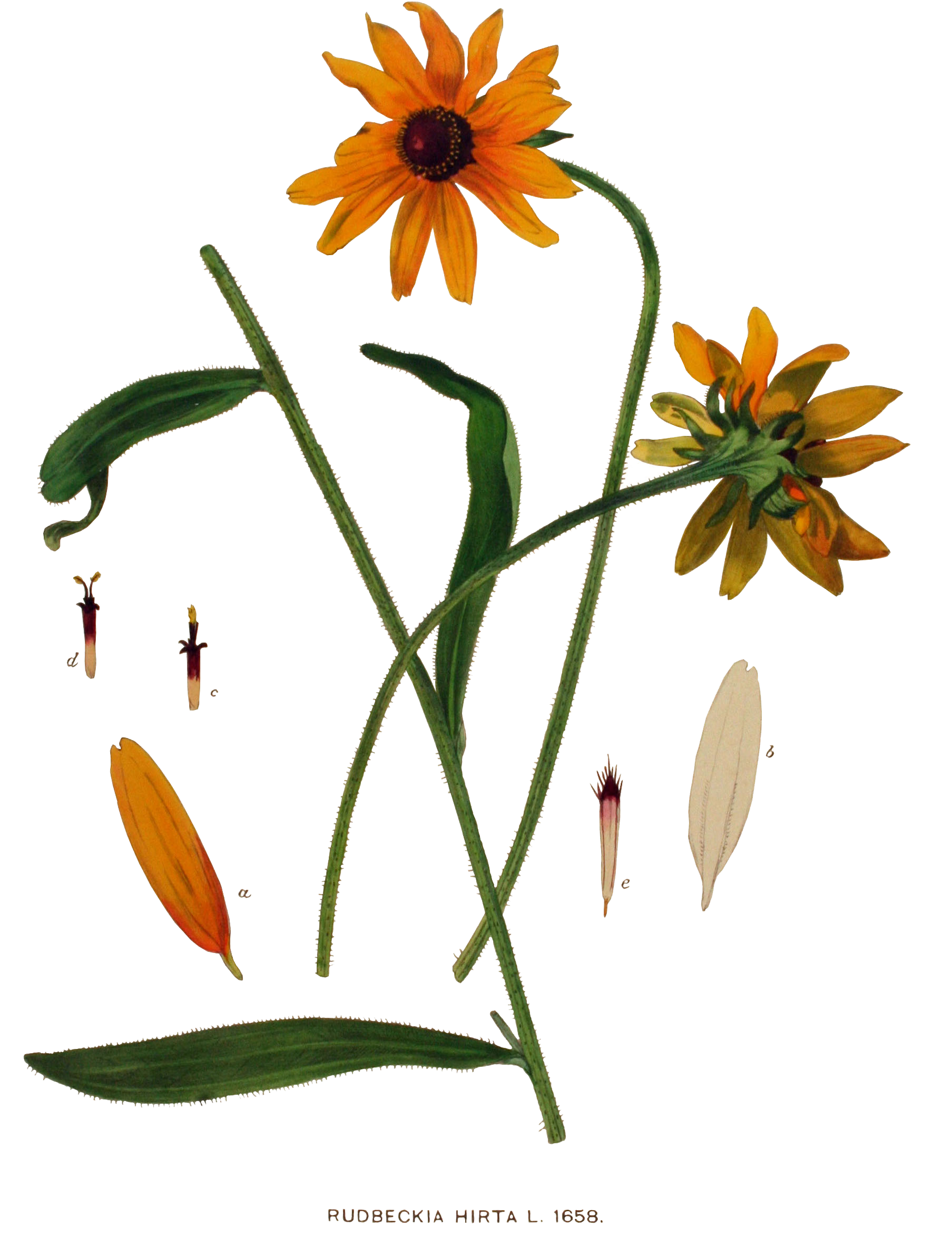
Illustration aus Flora Batava, Volume 21

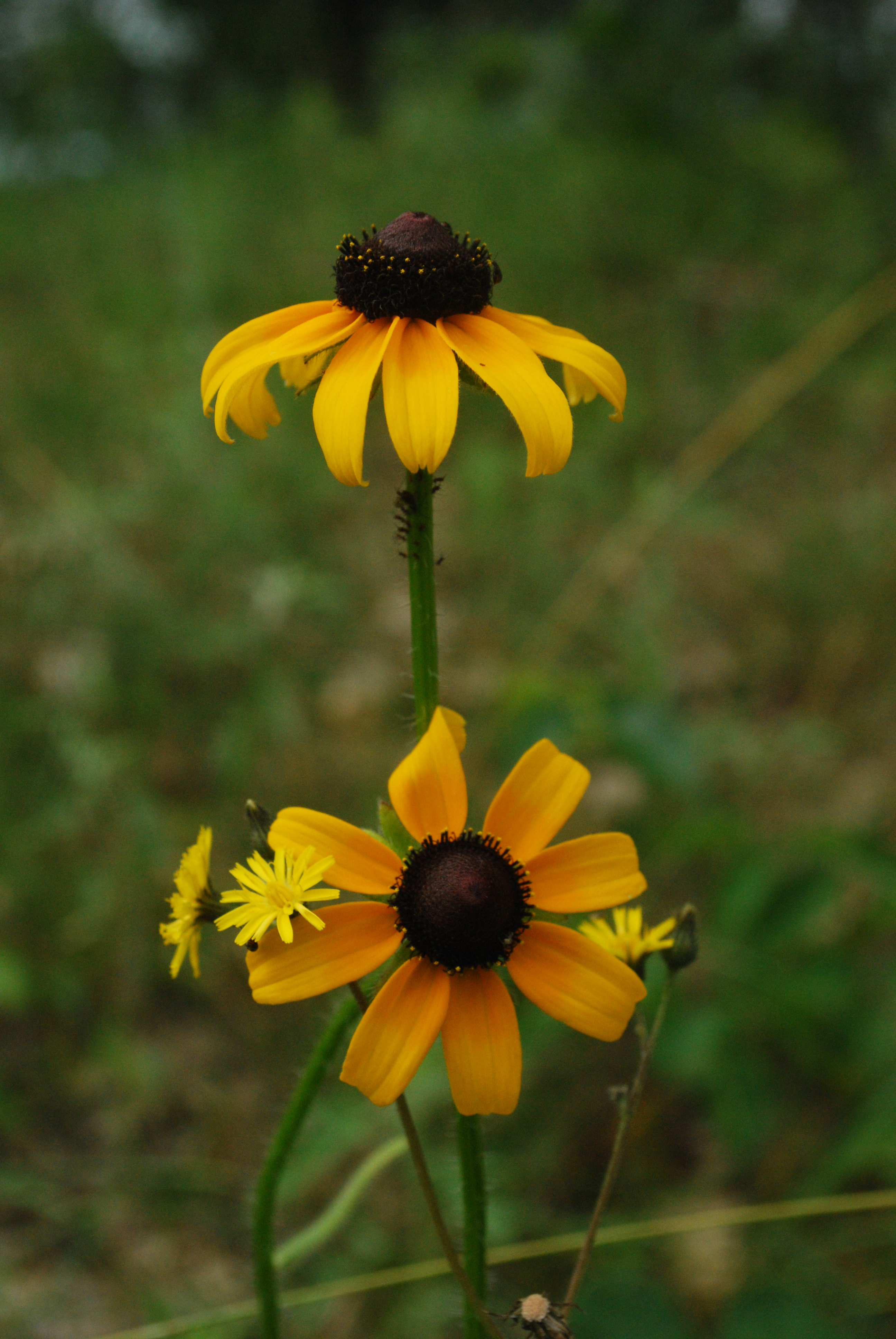
Rudbeckia hirta var. pulcherrima

### Vegetative Merkmale
Der Raue Sonnenhut ist eine zweijährige oder ausdauernde krautige Pflanze und erreicht Wuchshöhen von 10 bis 50, selten bis zu 100 Zentimetern. Der aufrechte, wenig verzweigte Stängel ist abstehend rau behaart und locker beblättert.
Die Laubblätter sind alle ungeteilt, beiderseits lang rau behaart, grob gezähnt, fein gesägt oder ganzrandig und mehr oder weniger deutlich dreinervig. Die grundständigen Laubblätter sind breit-elliptisch bis lanzettlich und lang gestielt. Die Stängelblätter sind eiförmig, eilanzettlich oder länglich spatelig bis fast linealisch; die unteren sind gestielt, die mittleren stielartig verschmälert und die oberen sitzend.

### Generative Merkmale
Die Blütezeit liegt zwischen Juli und September. Die Blütenkörbe sind lang gestielt und stehen einzeln am Ende des Stängels oder der wenigen Seitenäste. Die Blütenkörbchen weisen einen Durchmesser von 4 bis 6 Zentimetern auf. Die zwei- bis dreireihig angeordneten Hüllblätter sind abstehend oder zurückgebogen, etwa 10 bis 15 Millimeter lang, 2 bis 3 Millimeter breit und rau behaart. Der Köpfchenboden ist halbkugelig bis kegelförmig gewölbt, er ist mit spitzen, lineal-lanzettlichen Spreublättern besetzt, die etwa so lang wie die Röhrenblüten sind. Die Zungenblüten sind orange-gelb mit am Grunde manchmal purpurfarbener Zunge. Die Zunge ist unterseits kurz anliegend behaart. Die zahlreichen Scheibenblüten sind dunkel purpurfarben bis braunschwarz.
Die Achänen sind vierkantig und ein Pappus fehlt.
Die Chromosomenzahl beträgt 2n = 38.

## Vorkommen
Rudbeckia hirta ist in Nordamerika vom südlichen Kanada bis zu den südöstlichen USA verbreitet.
Sie ist in Europa, in China und Kuba ein Neophyt.
In Mitteleuropa wird sie häufig kultiviert und ist daraus an grasigen Wegrändern, auf Ödland und an Ufern verwildert und seltener eingebürgert. In Mitteleuropa ist Rudbeckia hirta erstmals 1860 bei Bischwitz am Berge bei Breslau verwildert beobachtet worden. Danach folgten in der zweiten Hälfte des 19. Jahrhunderts zahlreiche weitere Beobachtungen besonders im norddeutschen Flachland, in Bayern, Österreich und in der Schweiz. Nur an wenigen Stellen hat sich die Art auch längere Zeit gehalten. Sie gedeiht in Mitteleuropa auf mäßig trockenen bis frischen, nährstoffreichen, kiesig-sandigen oder reinen Lehm- oder Tonböden. Sie wächst in Pflanzengesellschaften der Verbände Arction lappae, Onopordion und Dauco-Melilotion oder der Unterklasse Galio-Urticenea.
Die ökologischen Zeigerwerte nach Landolt et al. 2010 sind in der Schweiz: Feuchtezahl F = 3w (mäßig feucht aber mäßig wechselnd), Lichtzahl L = 4 (hell), Reaktionszahl R = 4 (neutral bis basisch), Temperaturzahl T = 4+ (warm-kollin), Nährstoffzahl N = 4 (nährstoffreich), Kontinentalitätszahl K = 3 (subozeanisch bis subkontinental).

## Systematik
Die Erstveröffentlichung von Rudbeckia hirta erfolgte 1753 durch Carl von Linné in Species Plantarum, Tomus II, S. 907. Ein Synonym für Rudbeckia hirta L. ist beispielsweise Rudbeckia serotina Nutt.
Die Art Rudbeckia hirta gehört zur Section Rudbeckia aus der Gattung Rudbeckia.
Die Art Rudbeckia hirta ist recht variabel und es gibt mehrere Varietäten:
- Rudbeckia hirta var. angustifolia (T.V.Moore) Perdue: Sie ist in den südlichen zentralen bis östlichen US-Bundesstaaten Texas, Alabama, Florida, Georgia, Louisiana, Mississippi und South Carolina verbreitet.[7]
- Rudbeckia hirta var. floridana (T.V.Moore) Perdue: Sie gedeiht in Höhenlagen von 0 bis 20 Metern nur zentralen bis südlichen Florida.[1][7]
- Rudbeckia hirta L. var. hirta: Sie ist in den USA verbreitet.[1]
- Rudbeckia hirta var. pulcherrima Farw. (Syn.: Rudbeckia bicolor Nutt., Rudbeckia hirta var. corymbifera Fernald): Sie ist von Kanada bis in die USA weitverbreitet.[7] Ihre Chromosomenzahl beträgt 2n = 38.[2]

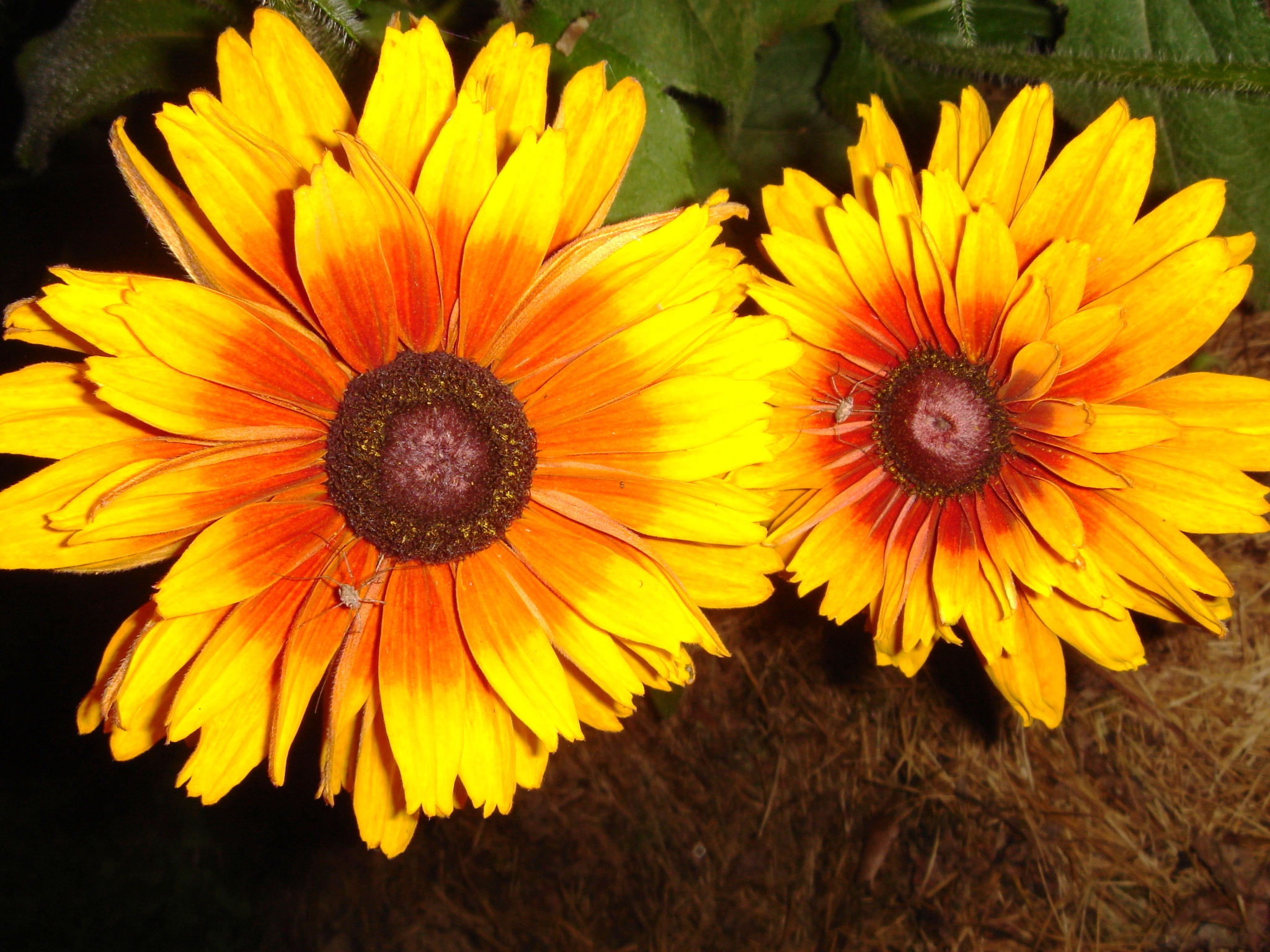
Blütenkörbe der Sorte ‘Prairie Sun’

## Nutzung
Einige Sorten wie beispielsweise ‘Becky’, ‘Irish Eyes’, ‘Sonora’, ‘Toto’ werden in den Gemäßigten Gebieten als Zierpflanzen in Parks und Gärten verwendet.

## Symbol
Die Schwarzäugige Rudbeckie ist die Staatsblume von Maryland.